# Chloropoea drusilla
Chloropoea drusilla är en fjärilsart som beskrevs av Saalmüller 1878. Chloropoea drusilla ingår i släktet Chloropoea och familjen praktfjärilar. Inga underarter finns listade i Catalogue of Life.